# Blasio Park
Blasio Park Hyun-Dong OSB (koreanisch (Hangul/Han) 블라시오 박현동; * 3. Februar 1970 in Ulleungdo, Gyeongsangbuk-do, Südkorea) ist ein koreanischer römisch-katholischer Geistlicher und Benediktinerabt.
Park schloss 1992 ein Studium an der Kyungpook-Nationaluniversität ab und trat in die Abtei Waegwan ein. Am 16. Januar 1997 legte er die einfache und 15. Januar 2001 die ewige Profess ab. Nach dem Abschluss an der Katholische Universität von Daegu wurde er am 15. Oktober 2001 zum Priester geweiht. Von 2006 bis 2011 studierte er Ekklesiologie an der Päpstlichen Lateranuniversität. Danach wurde er in seiner Heimatabtei Novizenmeister. Am 7. Mai 2013 wurde er zum fünften Abt der Abtei Waegwan gewählt und von Papst Franziskus zum Apostolischen Administrator der in Nordkorea gelegenen Territorialabtei Tokwon ernannt. Als solcher ist er Mitglied der Koreanischen Bischofskonferenz.